# Kotë
Kotë è una frazione del comune di Selenizza in Albania (prefettura di Valona).
Fino alla riforma amministrativa del 2015 era comune autonomo, dopo la riforma è stato accorpato, insieme agli ex-comuni di Armen, Brataj, Sevaster e Vllahinë a costituire la municipalità di Selenizza.

## Località
Il comune era formato dall'insieme delle seguenti località:
- Kote
- Gumenice
- Hysoverdhe
- Lapardha
- Mavrove
- Mazhar
- Vajze
- Vodice
- Shkalle Mavrove
- Drashovicë